# Haematopota yuannoides
Haematopota yuannoides är en tvåvingeart som beskrevs av Xu, R. 1991. Haematopota yuannoides ingår i släktet Haematopota och familjen bromsar. Inga underarter finns listade i Catalogue of Life.